# Effraction (film, 2011)
Pour les articles homonymes, voir Effraction.
Cet article concerne le film de Joel Schumacher. Pour le film de Daniel Duval, voir Effraction.
Pour plus de détails, voir Fiche technique et Distribution.
Effraction ou Otages au Québec (Trespass) est un film américain réalisé par Joel Schumacher et sorti en 2011. Il s'agit du dernier long métrage du réalisateur, avant son décès en 2020.
Le film est présenté en avant-première au festival international du film de Toronto 2011.

## Synopsis
Les Miller forment une famille en apparence idéale, vivant dans une somptueuse propriété à Shreveport en Louisiane. Kyle Miller est un négociant en diamants et ses affaires semblent très prospères. Un soir, une bande de trafiquants — à la recherche de diamants pour régler un contentieux financier — prend Kyle en otage avec sa femme Sarah et leur fille Avery. Au cours de la prise d'otage, les faiblesses et les tromperies de chacun vont se révéler au grand jour et mettre à mal les façades superficielles des membres de la famille.

## Fiche technique
Sauf indication contraire, les informations mentionnées dans cette section peuvent être confirmées par la base de données cinématographiques IMDb,  présente dans la section « Liens externes ».
- Titre original : Trespass
- Titre français : Effraction
- Titre québécois : Otages
- Réalisation : Joel Schumacher
- Scénario : Eli Richbourg et Karl Gajdusek
- Direction artistique : William Budge
- Décors : Nathan Amondson
- Photographie : Andrzej Bartkowiak
- Costumes : Judianna Makovsky
- Montage : Bill Pankow
- Musique : David Buckley
- Production : Boaz Davidson, Danny Dimbort, Avi Lerner, Trevor Short et Irwin Winkler
- Sociétés de production : Millennium Films, Saturn Films, Winkler Films, Joel Schumacher Productions, Trespass Productions, avec la participation de Nu Boyana Film Studios
- Sociétés de distribution : Millennium Films (États-Unis), Metropolitan Filmexport (France), VVS Films (Canada)
- Budget : 35 000 000 $[1]
- Langue originale : anglais
- Pays de production :  États-Unis
- Format : couleur - 35 mm - 2,35:1
- Genre : thriller, drame, film de casse
- Durée : 90 minutes
- Dates de sortie :  
  - Canada : 14 septembre 2011 (festival international du film de Toronto)
  - États-Unis : 14 octobre 2011 (sortie limitée en salles et vidéo à la demande)
  - France : 18 juillet 2012

## Distribution

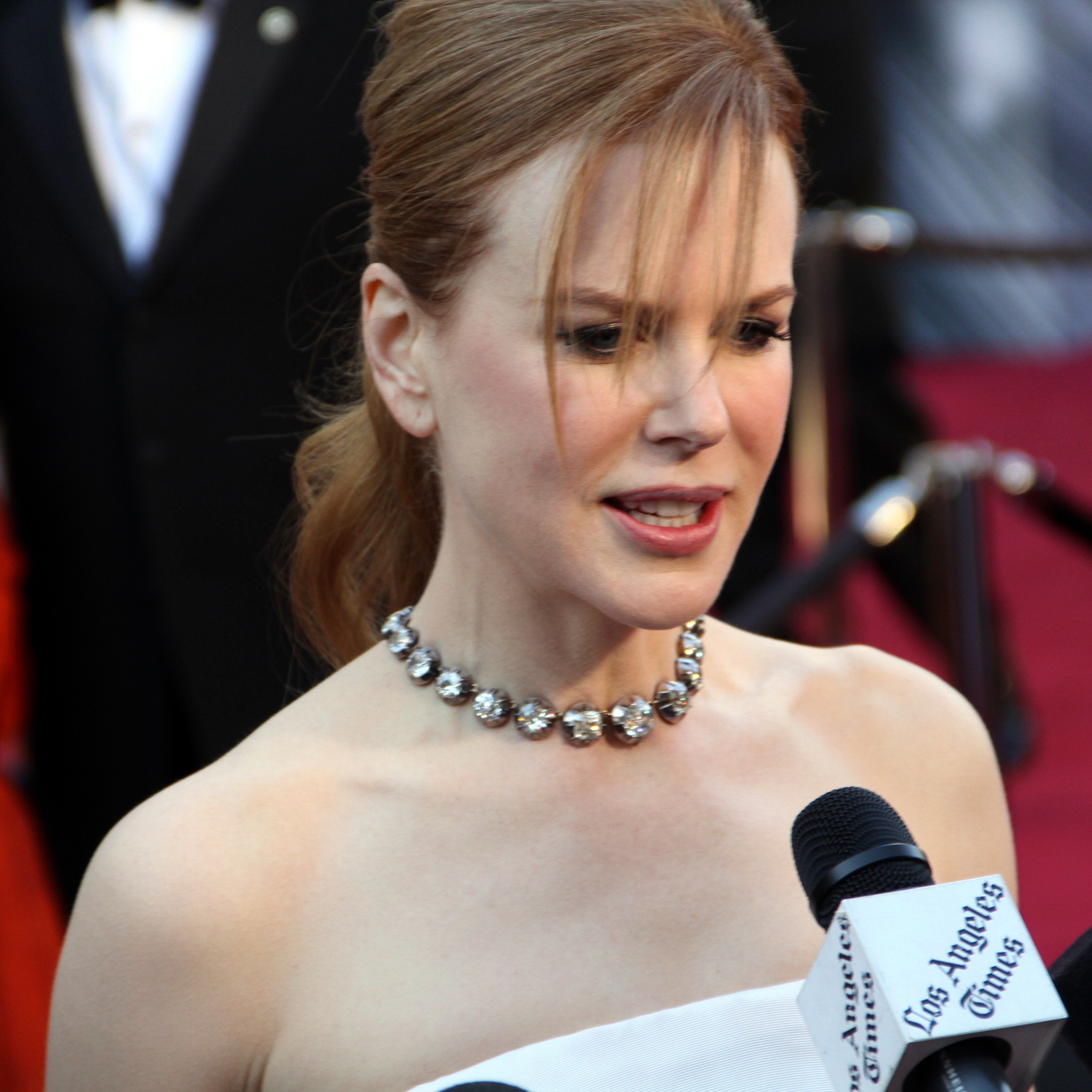
L'actrice principale Nicole Kidman, l'année de sortie du film.

- Nicolas Cage (VF : Dominique Collignon-Maurin ; VQ : Benoit Rousseau) : Kyle Miller
- Nicole Kidman (VF : Danièle Douet ; VQ : Anne Bédard) : Sarah Miller
- Cam Gigandet (VF : Axel Kiener ; VQ : Gabriel Lessard) : Jonah Collins
- Jordana Spiro (VF : Julie Dumas ; VQ : Mélanie Laberge) : Petal
- Ben Mendelsohn (VF : Joël Zaffarano ; VQ : Sylvain Hétu) : Elias
- Liana Liberato (VF : Joséphine Ropion ; VQ : Catherine Brunet) : Avery Miller
- Nico Tortorella : (VF : Thomas Sagols ; VQ : Kevin Houle) : Jake
- Dash Mihok : (VF : David Kruger ; VQ : Louis-Philippe Dandenault) : Ty
- Emily Meade (VF : Julia Boutteville ; VQ : Eloisa Cervantes) : Kendra

Sources : VF ; VQ 

## Production

### Genèse et développement
L'idée du film vient à du producteur Irwin Winkler, qui découvre de nombreux articles relatant les attaques et agressions violentes quotidiennes. Il se demande ce que lui ferait si ça lui arrivait. Il contacte alors le scénariste Karl Gajdusek : « Karl a écrit un scénario explosif d'une formidable puissance émotionnelle ».

### Choix des interprètes
Joel Schumacher voulait initialement Nicolas Cage pour le rôle d'Elias. Mais l'acteur préfère finalement le rôle du père de famille Kyle Miller. Cependant, il menace d'abandonner à la dernière minute le projet en disant qu'il préfère tenir le rôle du kidnappeur. Liev Schreiber sera alors un temps envisagé pour le rôle de Kyle, avant que Nicolas Cage revienne sur sa décision.
Joel Schumacher retrouve Nicole Kidman, 16 ans après l'avoir dirigée dans Batman Forever et Nicolas Cage 12 ans après 8 millimètres. Nico Tortorella avait quant à lui joué dans Twelve, précédente œuvre du réalisateur.

### Tournage
Le tournage a lieu d'août à octobre 2011. Il se déroule à Shreveport en Louisiane notamment aux Millennium Studios. Ce film marque le retour d'Andrzej Bartkowiak comme directeur de la photographie, poste qu'il n'avait plus occupé depuis Treize jours (2000) et son passage à la réalisation.

## Sortie et accueil
Aux États-Unis, le film connait une exploitation particulière pour l'époque. Il sort simultanément en vidéo à la demande et en en salles (avec une sortie limitée à quelques villes comme New York, Los Angeles ou encore Chicago). Le film sort ensuite DVD seulement deux semaines plus tard en raison de son échec en salles,. Le film ne rapporte que 10 117 966 $ dans le monde grâce à son exploitation en salles. En France, il ne totalise que 212 229 entrées. Le film ne rentabilise pas du tout son budget de 35 millions de dollars.
Le film reçoit des critiques globalement négatives. Sur l'agrégateur américain Rotten Tomatoes, il récolte 11% d'opinions favorables pour 76 critiques et une note moyenne de 3,3⁄10. Le consensus du site est « Un autre thriller claustrophobe que Joel Schumacher peut produire dans son sommeil, Trespass est méchant et agressif, plus désagréable que divertissant ». Sur Metacritic, il obtient une note moyenne de 37⁄100 pour 19 critiques. En France, le film obtient une note moyenne de 1,3⁄5 sur le site AlloCiné, qui recense 7 titres de presse.
En plus de ces critiques négatives, le film obtient deux nominations aux Razzie Awards 2012 : pire acteur pour Nicolas Cage (également pour Hell Driver et Le Dernier des Templiers) et pire couple à l'écran pour Nicolas Cage et n'importe qui partageant l'écran avec lui dans n'importe lequel de ses trois films de 2011 (Hell Driver, Le Dernier des Templiers et Effraction).